# مسجد ناسار
مسجد ناسار مربوط به دوره قاجار است و در سمنان، بافت قدیم، ضلع شرقی تکیه ناسار واقع شده و این اثر در تاریخ ۲۵ اسفند ۱۳۸۰ با شمارهٔ ثبت ۵۶۴۲ به‌عنوان یکی از آثار ملی ایران به ثبت رسیده است.